# Naranpol
Naranpol es una marca argentina de bebida gaseosa azucarada analcohólica, surgida en la Ciudad de Santa Fe, Argentina. Es la tercera gaseosa argentina más popular en el país, detrás de Manaos y Cunnington.

## Historia
Fue el producto más popular de la antigua Productora Alimentaria S.A., llegando a exportarse a Haití, la República Democrática del Congo, Burkina Faso, Madagascar, entre otros países africanos. En 2008, llegó a producir 360 millones de litros de bebida, ampliando sus exportaciones a Rusia y a América del Sur y empleaban a cerca de 1200 personas.
A principios de 2010, debido a la muerte del fundador de Productora Alimentaria, Carlos Galán, la distribuidora entró en crisis por el mal manejo de sus sucesores, decretando la quiebra en 2011. Eventualmente, la producción se detuvo y la empresa entró en conflicto con el gremio de empleados. Después de un conflicto de 17 meses, el gobernador socialista de Santa Fe, Antonio Bonfatti, promulgó una ley provincial que declaraba temporalmente el "de utilidad pública y sujeto a expropiación" a los bienes de Productora Alimentaria S.A., incluyendo instalaciones y maquinaria así como marcas, patentes y habilitaciones. La empresa Naranpol pasó al control de una cooperativa de trabajo formada por 130 empleados, a la cual el gobierno eximió de pagar impuestos por única vez para reanudar la producción. Mediante numerosas leyes, el vencimiento de la expropiación fue prorrogada hasta el año 2023.
El 10 de diciembre de 2023, la fábrica fue incendiada por los familiares de un ladrón que había fallecido al intentar robar la fábrica. El hombre de 38 años fue muerto al romperse el cráneo cuando cayó del techo.

## Fenómeno de internet
Desde el 2018, la empresa comenzó a promocionarse por medio de las redes sociales usando la burla propia y el humor negro como marketing. Por ejemplo, afirmando que las bebidas pasan mucho tiempo al sol y no saben realmente de qué están hechas, felicitando a la cooperativa por permitirles prender el ventilador media hora en verano o recomendando la gaseosa como herramienta de eutanasia.